# John Y. Campbell
John Young Campbell (* 17. Mai 1958) ist ein britisch-amerikanischer Ökonom und Hochschullehrer, der die Morton L. and Carole S. Olshan-Professur für Volkswirtschaftslehre an der Harvard University innehat. Zudem ist er Vorsitzender des Department of Economics der Harvard University und einer der meistzitierten Ökonomen.

## Ausbildung
Campbell besuchte von 1976 bis 1979 das Corpus Christi College an der University of Oxford, wo er 1979 einen B.A. First Class erhielt. Anschließend wechselte er an die Yale University, die ihm 1981 einen M.Phil. und 1984 einen Ph.D. verlieh. Seine Promotion absolvierte Campbell unter der Aufsicht Robert Shillers.

## Beruflicher Werdegang
Nach seinem Ph.D. nahm Campbell eine Stelle als Assistant Professor für Volkswirtschaftslehre und Public Affairs an der Princeton University an und wurde 1989 zum vollwertigen Professor befördert. 1994 folgte Campbell einem Ruf an die Harvard University, wo er der Otto Eckstein Professor für Angewandte VWL wurde, bevor er 2006 zum Harvard College Professor wurde und 2011 die Morton L. and Carole S. Olshan-Professur für VWL übertragen bekam. Seit 2009 ist Campbell zudem Vorsitzender des Department of Economics an der Harvard University. Im Laufe seiner Karriere war Campbell an mehreren anderen Universitäten als Gastprofessor tätig, darunter die London School of Economics (1989–1990), die Wharton School der University of Pennsylvania (1993–1994), das Studienzentrum Gerzensee (1997), das MIT (1998–1999) und die NTNU in Trondheim (2000).
Parallel hierzu ist Campbell redaktionell für die wirtschaftswissenschaftlichen Fachzeitschriften Journal of Financial Econometrics und Journal of Money, Credit, and Banking redaktionell tätig. In der Vergangenheit war er Chefredakteur der Review of Economics and Statistics, Co-Chefredakteur der American Economic Review und Redakteur des American Economic Journal: Macroeconomics, Econometrica, der Economics Letters, der Review of Economic Studies, des Journal of Financial Economics, des Journal of Applied Econometrics und der Review of Financial Studies.

## Forschung
John Y. Campbell gehört gemäß der wirtschaftswissenschaftlichen Publikationsdatenbank IDEAS zu den forschungsstärksten Ökonomen der Welt und belegt derzeit Rang 11 im Gesamtranking von IDEAS. Campbells meistzitierte Forschungsarbeit ist ein 1994 gemeinsam mit John H. Cochrane geschriebener Artikel By force of habit: a consumption-based explanation of aggregate stock market behavior. In diesem Artikel entwickeln Campbell und Cochrane auf der Grundlage der Konsumtheorie ein Modell, mit welchem sich eine Vielzahl der auf Aktienmärkten auftretenden Phänomene erklären lässt. Campbell forscht allgemein zu Themen aus den Bereichen Finance und Makroökonomie, insbesondere zu festverzinslichen Wertpapieren, der Bewertung von Eigenkapital sowie Portfoliotheorie.
Er ist Fellow der American Academy of Arts and Sciences.

## Schriften
- mit Andrew W. Lo, A. Craig MacKinlay: The Econometrics of Financial Markets. Princeton University Press, 1997, ISBN 0-691-04301-9.
- mit Luis M. Viceira: Strategic Asset Allocation: Portfolio Choice for Long-Term Investors. Oxford University Press, 2002, ISBN 0-19-829694-0.
- mit Kenneth French et al. (Squam Lake Group): Fixing the Financial System. Princeton University Press, 2010, ISBN 978-1-4008-3580-5.